# Regionalwahl in Sizilien 2017
Die Regionalwahl in Sizilien 2017 fand am 5. November statt; die Assemblea Regionale Siciliana und der Präsident der Region wurden gleichzeitig gewählt.

## Wahlergebnis
| Kandidaten                                         | Kandidaten                 | Stimmen   | %    | Listen                                                                 | Stimmen   | %    | Mandate |
| -------------------------------------------------- | -------------------------- | --------- | ---- | ---------------------------------------------------------------------- | --------- | ---- | ------- |
|                                                    | Sebastiano Musumecigewählt | 830.821   | 39,8 | Forza Italia                                                           | 315.056   | 16,4 | 12      |
| Popolari e Autonomisti                             | Sebastiano Musumecigewählt | 830.821   | 39,8 | 136.520                                                                | 7,1       | 5    |         |
| Unione di Centro – Rete Democratica – Sicilia Vera | Sebastiano Musumecigewählt | 830.821   | 39,8 | 135.124                                                                | 7,0       | 5    |         |
| #Diventeràbellissima                               | Sebastiano Musumecigewählt | 830.821   | 39,8 | 114.708                                                                | 6,0       | 4    |         |
| Fratelli d’Italia – Noi con Salvini                | Sebastiano Musumecigewählt | 830.821   | 39,8 | 108.713                                                                | 5,6       | 3    |         |
| Mandate der Listengruppe                           | Sebastiano Musumecigewählt | 830.821   | 39,8 | –                                                                      | –         | 7    |         |
| ↳ Gesamt                                           | Sebastiano Musumecigewählt | 830.821   | 39,8 | 810.121                                                                | 42,1      | 36   |         |
|                                                    | Giancarlo Cancelleri       | 722.555   | 34,7 | Movimento 5 Stelle                                                     | 513.359   | 26,7 | 19      |
| Nicht gewählte Direktkandidat                      | Giancarlo Cancelleri       | 722.555   | 34,7 | –                                                                      | –         | 1    |         |
| ↳ Gesamt                                           | Giancarlo Cancelleri       | 722.555   | 34,7 | 513.359                                                                | 26,7      | 20   |         |
|                                                    | Fabrizio Micari            | 388.886   | 18,7 | Partito Democratico                                                    | 250.633   | 13,0 | 11      |
| Sicilia Futura – PSI                               | Fabrizio Micari            | 388.886   | 18,7 | 115.751                                                                | 6,0       | 2    |         |
| Alternativa Popolare – Centristi per Micari        | Fabrizio Micari            | 388.886   | 18,7 | 80.366                                                                 | 4,2       | –    |         |
| Arcipelago Sicilia                                 | Fabrizio Micari            | 388.886   | 18,7 | 42.189                                                                 | 2,2       | –    |         |
| ↳ Gesamt                                           | Fabrizio Micari            | 388.886   | 18,7 | 488.939                                                                | 25,4      | 13   |         |
|                                                    | Claudio Fava               | 128.157   | 6,1  | Cento passi per la Sicilia (PRC – SI – Possibile – Articolo Uno – FdV) | 100.583   | 5,2  | 1       |
|                                                    | Roberto La Rosa            | 14.656    | 0,7  | Siciliani Liberi                                                       | 12.600    | 0,7  | –       |
| Gesamt                                             | Gesamt                     | 2.085.075 | 100  |                                                                        | 1.924.602 | 100  | 70      |